# وين ديفيز
وين ديفيز (بالإنجليزية: Wyn Davies) هو لاعب كرة قدم بريطاني في مركز الهجوم، ولد في 20 مارس 1942 في كارنارفون في المملكة المتحدة. شارك مع منتخب ويلز لكرة القدم. أما مع النوادي، فقد لعب مع بولتون واندررز وستوكبورت كونتي وكريستال بالاس ومانشستر سيتي ومانشستر يونايتد ونادي بانغور سيتي ونادي بلاكبول ونادي ريكسهام ونادي كرو ألكساندرا ونيوكاسل يونايتد.

## وصلات خارجية
- وين ديفيز على موقع الاتحاد الأوربي (الإنجليزية)
- وين ديفيز على موقع قاعدة بيانات كرة القدم.إي يو (الإنجليزية)
- وين ديفيز على موقع ناشيونال فوتبول تيمز (الإنجليزية)
- وين ديفيز على موقع عالم كرة القدم.نت (الإنجليزية)